# Michigan 500 1999
U.S. 500 Presented by Toyota 1999, var ett race som var mest känt som Michigan 500, var den tolfte deltävlingen i CART World Series 1999. Racet kördes den 25 juli, och till skillnad från 1998 (då två åskådare avlidit av hjulrester från Adrián Fernández bil), blev det inga allvarliga olyckor, och det blev istället en positiv dag, med en oerhört jämn målgång mellan Tony Kanaan och Juan Pablo Montoya. Vid målgången var Kanaan 0,032 sekunder före, och tog därmed sin första seger i CART. Montoya drygade ut sin mästerskapsledning, även om konkurrenten Dario Franchitti blev femma.

## Slutresultat
| Plats | Förare               | Team                    | Grid | Kvaltid |
| ----- | -------------------- | ----------------------- | ---- | ------- |
| 1     | Tony Kanaan          | Forsythe Racing         | 11   | 31,714  |
| 2     | Juan Pablo Montoya   | Chip Ganassi Racing     | 3    | 31,397  |
| 3     | Paul Tracy           | Team KOOL Green         | 8    | 31,608  |
| 4     | Michael Andretti     | Newman/Haas Racing      | 4    | 31,418  |
| 5     | Dario Franchitti     | Team KOOL Green         | 9    | 31,608  |
| 6     | Adrián Fernández     | Patrick Racing          | 2    | 31,381  |
| 7     | Max Papis            | Team Rahal              | 6    | 31,547  |
| 8     | Christian Fittipaldi | Newman/Haas Racing      | 16   | 31,859  |
| 9     | Jimmy Vasser         | Chip Ganassi Racing     | 1    | 31,358  |
| 10    | Patrick Carpentier   | Forsythe Racing         | 12   | 31,729  |
| 11    | Dennis Vitolo        | Payton/Coyne Racing     | 23   | 32,479  |
| 12    | Richie Hearn         | Della Penna Motorsports | 20   | 32,179  |
| 13    | Al Unser Jr.         | Marlboro Team Penske    | 17   | 31,879  |
| 14    | Scott Pruett         | Arciero-Wells Racing    | 5    | 31,497  |
| 15    | Gualter Salles       | All American Racing     | 24   | 32,568  |
| 16    | P.J. Jones           | Patrick Racing          | 22   | 32,404  |
| 17    | Cristiano da Matta   | Newman/Haas Racing      | 10   | 31,615  |
| 18    | Alex Barron          | Marlboro Team Penske    | 18   | 31,961  |
| 19    | Roberto Moreno       | PacWest Racing          | 13   | 31,761  |
| 20    | Bryan Herta          | Team Rahal              | 7    | 31,602  |
| 21    | Michel Jourdain Jr.  | Payton/Coyne Racing     | 26   | -       |
| 22    | Maurício Gugelmin    | PacWest Racing          | 14   | 31,829  |
| 23    | Greg Moore           | Forsythe Racing         | 21   | 32,204  |
| 24    | Gil de Ferran        | Walker Racing           | 15   | 31,830  |
| 25    | Hélio Castroneves    | Hogan Racing            | 19   | 32,012  |
| 26    | Robby Gordon         | Team Gordon             | 25   | 32,714  |